# ميركوري-ريدستون BD
كان ميركوري-ريدستون BD رحلة تطوير معززة بدون طيار في مشروع ميركوري الأمريكي. تم إطلاقه في 24 مارس عام 1961 من مجمع الإطلاق رقم 5 (LC-5) في قاعدة كيب كانافيرال للقوات الجوية، فلوريدا، الولايات المتحدة واستخدمت الرحلة مركبة ميركوري ريدستون عريضة من نوع MRLV-5.
بعد المشاكل التي تطورت خلال مهمة ميركوري-ريدستون 2 التي كانت تحمل هام الشمبانزي، كان من الواضح أن ريدستون بحاجة إلى مزيد من التطوير قبل أن يتم الوثوق بها لنقل إنسانٍ راكب. وقد وصف الدكتور فيرنر فون براون مهمة ميركوري-ريدستون BD بـ(التطوير الداعم) بالنسبة إلى الجدول الزمني للإطلاق بين ميركوري-ريدستون 2 وميركوري-ريدستون 3.
كان سبب التسارع الزائد من المركبة السابقة هو صمًام المؤازرة التي لم تنظم بشكل صحيح حيث تدفق بيروكسيد الهيدروجين إلى مولد البخار. وأدى ذلك بدوره إلى التغلب على مضخات الوقود. تم تعديل منظم التوجه ومتكامل السرعة على صواريخ ميركوري-ريدستون BD وما بعدها من صواريخ ميركوري-ريدستون لمنعها من تجاوز الحد الأقصى للسرعة مرة أخرى.
وهناك مشكلة أخرى في رحلات ميركوري-ريدستون السابقة والتي كانت اهتزازات متناغمة ناجمة عن إجهاد هوائي في الجزء العلوي من المركبة. ولإصلاح هذه المشكلة، أضيفت أربعة مقويات إلى قسم الصابورة و 210 رطل (95 كجم) من المواد العازلة التي تم تطبيقها على الجلد الداخلي للجزء العلوي من حجرة أدوات ميركوري-ريدستون. واستخدمت في المهمة مركبة ميركوري التي كانت نمطية، مع صواريخ هروب غير فعالة. كما أن المركبة الفضائية لم يكن لديها حزمة خلفية أو صواريخ متطابقة.
استمرت مهمة ميركوري-ريدستون BD ثمان دقائق و 23 ثانية. وصلت إلى الأوج 113.5 ميل (183 كم) وقطعت مسافة 307 ميل (494 كم). ووصلت سرعتها إلى 5,123 ميلاً في الساعة (8,245 كم في الساعة). شهدت المركبة الفضائية حمولة وصل قدرها 11 جرام (108 متر في الثانية المربعة). ولم تكن هناك نية لفصل كبسولة ميركوري-ريدستون عن مركبة ميركوري-ريدستون الفضائية، وتأثرت معا بمسافة 307 ميل (494 كم) أسفل النطاق، وعلى بعد 5 أميال (8 كم) من الخطة. غرقوا إلى قاع المحيط الأطلسي، مما أدى إلى انفجارها في الطريق.
كان ميركوري-ريدستون BD ناجحا للغاية وقاد الطريق إلى رحلة ألان شيبارد على متن ميركوري-ريدستون 3.

## هوامش
عند الاتحاد السوفييتي، اعترفت المهمة بأنها فاشلة: